# أسماك الحطام الأطلسية
أسماك الحطام الأطلسية، (الاسم العلمي : Polyprion americanus) ، هي أسماك بحرية ، تعيش وتتغذى في الأعماق التي من الممكن ان تتخطى عمق 200 متر ، و تهاجر عبر المحيطات، ينتمي هذا النوع الاسماك لعائلة اسماك الحطام . تتواجد اسماك الحطام الإطلسية في شرق وغرب المحيط الأطلسي ، غرب المحيط الهندي ، وجنوب غرب المحيط الهادئ. وتعرف أيضا باسم باس (قاروس) الحجر/الصخر ، لأنها تسكن الحواف الصخرية والحطامات. (Polyprion moeone) (القاروس الهامور)، أصبح هذا المصطلح معروفًا الآن كمرادف. 

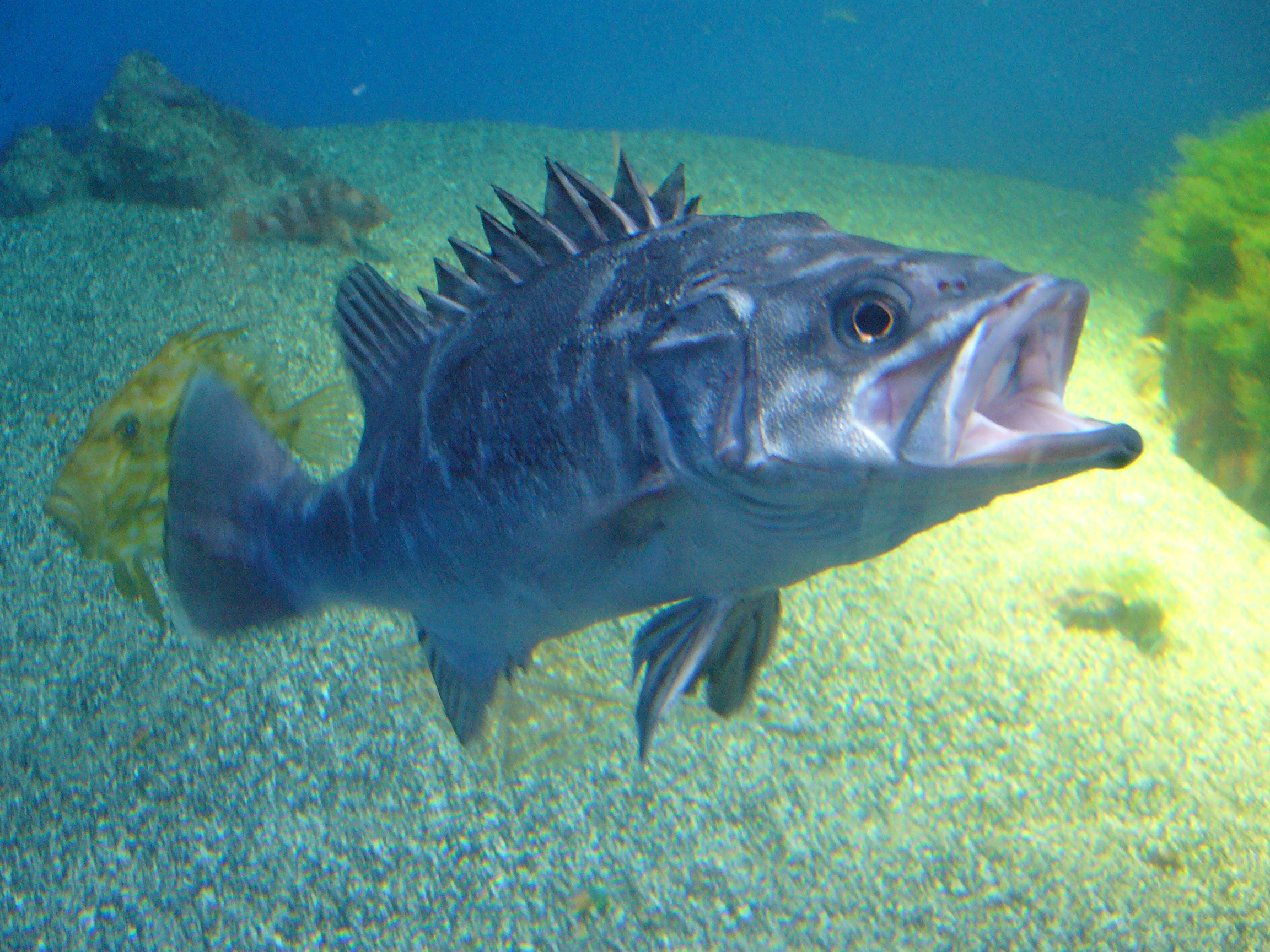
سمكة الحطام الأطلسية

اسماك الحطام الأطلسية هو نوع من أنواع أسماك المياه العميقة التي تتواجد في قاع المحيطات على عمق يتراوح ما بين حوالي 40 و 600 م (130 إلى 2000 قدم) ، حيث تسكن في الكهوف وحطام السفن (بسبب ذلك سميت باسماك الحطام). هذا النوع من السمك هو انفرادي العيش إلى حد كبير، ولكن تتحشد الاسماك الصغيرة من هذا النوع تحت الأماكن العائمة. اسماك الحطام هي اسماك بيوضية التي تسرء في فترة فصل الصيف. لا تقوم هذه الأسماك بحراسة بيوضها أو صغارها. يتكون النظام الغذائي لأسماك الحطام الأطلسي بشكل رئيسي من رأسيات القدم الكبيرة والقشريات وغيرها من أسماك ومخلوقات النطاق القاعي . يعتبر هذا النوع من الأسماك كنوع من الأسماك التي يتم إصطيادها خلال ممارسة هواية الصيد، حيث تم الإبلاغ عن الحد الأقصى لحجمها على انه يصل إلى طول مقداره حوالي 210 سم (7 قدم) ووزن مقداره حوالي 100 كجم (220 رطل). كما أنها تباع في بعض الأحيان تجاريا سواء طازجة أو مجمدة.